# Yannick Gerhardt
Yannick Gerhardt (* 13. März 1994 in Würselen) ist ein deutscher Fußballspieler. Der Mittelfeldspieler steht beim Bundesligisten VfL Wolfsburg unter Vertrag.

## Karriere

### Vereine
Nachdem er bereits in der Jugend beim 1. FC Köln als torgefährlicher Mittelfeldspieler gespielt hatte, wurde Gerhardt zur Saison 2013/14 vom neuen Trainer Peter Stöger in den Profikader aufgenommen. Am ersten Spieltag der Saison debütierte Gerhardt in der Profimannschaft im Auswärtsspiel gegen Dynamo Dresden (1:1) in der Startelf. Sein erstes Tor als Profifußballer erzielte er am 1. September 2013 beim 4:1 gegen Erzgebirge Aue in der 2. Spielminute. Sein Vertrag beim 1. FC Köln lief bis zum 30. Juni 2018.
Zur Saison 2016/17 wechselte Gerhardt zum VfL Wolfsburg. Sein Bundesliga-Debüt für die Wölfe gab er am 27. August 2016 beim 0:2-Auswärtssieg gegen den FC Augsburg. Sein erstes Bundesligator für den VfL erzielte Gerhardt am 18. November 2017 (12. Spieltag 17/18) zum 1:0-Führungstreffer beim 3:1-Heimsieg gegen den SC Freiburg. Nachdem er mit Wolfsburg in seinen ersten beiden Spielzeiten nur über die Relegation den Klassenerhalt erreichte, qualifizierte man sich in der Saison 2018/19 für die Europa League. Gerhardt absolvierte in dieser Saison 30 Ligaspiele und erzielte zwei Tore. Zwei Jahre später erreichte er mit den Wölfen als Tabellenvierter die Champions League, hierzu steuerte er zwei Tore in 29 Einsätzen bei. In der Champions League kam Gerhardt in der Saison 2021/22 fünfmal zum Einsatz.
Sein Vertrag bei den Wölfen läuft bis 2025.

### Nationalmannschaft
2012 debütierte Gerhardt in der deutschen U-18 Nationalmannschaft. Er wurde danach in allen Juniorenauswahlen eingesetzt. Am 15. November 2016 kam Gerhardt im Spiel gegen Italien in Mailand zu seinem bisher einzigen Einsatz in der deutschen A-Nationalmannschaft. Bei der U-21-EM 2017 in Polen absolvierte Gerhardt jedes Spiel über die volle Distanz und gewann schließlich mit Deutschland den Titel.

## Erfolge
- U-21-Europameister: 2017
- Deutscher B-Jugend-Meister: 2011
- DFB-Junioren-Vereinspokal: 2013
- Zweitliga-Meister und Aufstieg in die Bundesliga: 2014

## Auszeichnungen
2013 erhielt Yannick Gerhardt die Fritz-Walter-Medaille in der Altersklasse U-19 in Silber. 2014 wurden er und Inka Grings zu „Kölns Sportler des Jahres“ gewählt. Am 22. Mai 2017 wurde er zum Sportler des Jahres im Kreis Düren gewählt.

## Sonstiges
Gerhardt besuchte das Stiftische Gymnasium in Düren, an dem er im Sommer 2013 sein Abitur machte. Er wuchs in Kreuzau auf.
Seine jüngere Schwester Anna Gerhardt (* 1998) spielt für den 1. FC Köln in der Frauen-Bundesliga und ist ehemalige Juniorennationalspielerin.